# Meio Newspaper
Meio Newspaper (antigo Meio Norte) é um jornal periódico editado na cidade de Teresina, capital do estado do Piauí. Pertence ao Grupo Meio. Circulou como impresso até 31 de março de 2024, quando se tornou um jornal online em meio às mudanças do conglomerado de comunicação a que pertence.
Em parceria com os demais veículos do grupo, promove projetos como o "Prêmio Piauí de Inclusão Social", destinado a premiar empresas de todos os portes, organizações governamentais e não governamentais, cooperativas e empreendedores individuais empenhados na geração de emprego e no desenvolvimento da responsabilidade social.

## História

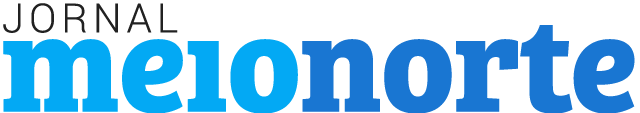
Logo do jornal como Meio Norte, utilizado até 2018

O jornal Meio Norte teve origem a partir do extinto jornal O Estado, fundado em 1969 pelo jornalista Hélder Feitosa, brutalmente assassinado em 1987. Com a sua morte, o espólio do veiculo do qual também faziam parte a Rádio Poty e a Poty FM era gerenciado pela sua viúva, Teresinha Cavalcante, e desde então passava por sérias dificuldades financeiras.
No ano de 1994, o empresário Paulo Guimarães arrenda e posteriormente compra os veículos da família Cavalcante, somando aos do Sistema Timon de Radiodifusão, a TV Timon (hoje TV Meio), e as rádios Mirante FM (hoje Meio Norte FM) e Mirante AM, que estavam em processo de mudança de Timon, Maranhão para Teresina. O jornal O Estado passou por uma reformulação completa, com a contratação de novos profissionais e diagramadores, inauguração de um novo parque gráfico e redação, que substituíram a sua antiga sede no bairro do Aeroporto, e a partir de 1.º de janeiro de 1995, foi oficialmente substituído pelo Meio Norte, que aproveitou a sua antiga base de assinantes e seus profissionais.
O jornal Meio Norte surgiu com uma proposta inovadora na imprensa piauiense, ao ser o primeiro periódico a ter todos os seus cadernos em cores e também o primeiro a circular nas segundas-feiras (até então, os principais jornais do estado só circulavam de terça a domingo e não circulavam após dias de feriado), além de contar com a maior redação do estado, composta de 40 profissionais entre editores, repórteres, fotógrafos, estagiários, arquivistas, revisores e um chargista.
Em pouco tempo, o periódico saiu da terceira posição de vendas que era ocupada pelo antigo O Estado e tornou-se líder de circulação na capital e no interior, superando veículos tradicionais como o jornal O Dia e o Diário do Povo do Piauí. Usando a seu favor o know how do Grupo Meio Norte de Comunicação, o jornal relacionava-se diretamente com os outros veículos do grupo (TV, rádio e internet) e patrocinava vários eventos e ações sociais de sucesso ao redor do estado, o que era uma desvantagem para os outros jornais, que ainda tinham uma administração mais conservadora e tradicional.
Em 2003, inovou e lançou um novo projeto gráfico, que causou impacto pela quantidade de cores utilizadas, principalmente na capa. Também foi pioneiro em fazer diagramação no computador.
No início de 2005, o jornal Meio Norte inovou mais uma vez e aboliu as fotos de papel. Atualmente, todas as fotos usadas no jornal são digitais, para isso a empresa adquiriu máquinas novas para os repórteres fotográficos.
Em 2006, seguindo as tendências principais jornais impressos brasileiro, o jornal Meio Norte passa a ser disponibilizado na internet para visualização e download.
Em 28 de janeiro de 2017, o jornal Meio Norte e seu concorrente O Dia decidiram encerrar a circulação de seus exemplares aos domingos, passando a ter uma "edição de fim de semana" aos sábados, como forma de conter custos e seguir uma tendência adotada por vários periódicos brasileiros nos últimos anos. No caso do Meio Norte, a edição de sábado passou a ser chamada Meio Norte +, tendo além dos cadernos tradicionais, a estreia de novos colunistas, oriundos da Rede Meio Norte, como Amadeu Campos, Gilvan Barbosa, Virgínia Fabris, Raquel Dias e Lia Formiga.
Em 27 de março de 2024, o Grupo Meio Norte anunciou que o Meio Norte deixaria de circular como jornal impresso a partir de 1° de abril. A mudança faz parte de uma série de alterações no conglomerado, que no mesmo dia passaria a se chamar Grupo Meio. Seguindo a linha do grupo, o periódico passaria a se chamar Jornal Meio. A última edição impressa, relembrando o histórico do Meio Norte, circulou em 31 de março, e a nova versão digital, disponível apenas para assinantes, teve sua primeira edição no dia seguinte. Em 2 de abril, no entanto, o jornal foi novamente rebatizado, desta vez para Meio Newspaper.

## Cadernos

Capa do jornal em 15 de julho de 2019

O Jornal Meio Norte circulava diariamente com os três cadernos principais. O primeiro caderno, nomeado de “A”, com uma página de opinião (A2), duas de política (A3 e A4), uma de polícia (A5), uma dedicada aos assuntos nacionais (A6), uma relacionada a matérias internacionais (A7), uma página para últimas notícias (A8) e duas para esporte (A9 e A10), sendo que esta última muitas vezes era ocupada na íntegra por anúncios publicitários.
O segundo caderno do jornal correspondia a Cidades; chamado também de “B”. Neste caderno, há normalmente quatro páginas dedicadas a assuntos relacionados aos acontecimentos da cidade (B1, B2, B3 e B8). A página B4 é destinada a educação, B5 a bairros, B6 a economia e B7 a municípios. Essa ordem não é cumprida na segunda-feira, dia em que o número de páginas do jornal é reduzido.
O terceiro caderno era o Alternativo, “C”, com quatro páginas. Apenas na segunda-feira o caderno Alternativo, relativo a assuntos culturais, não circulava. Neste dia, era agrupado ao jornal o caderno de Negócios e o Esportes. O jornal contava também com suplementos, como o For Teens, dedicado para adolescentes todas as quintas-feiras; Clube do Assinantes às sextas-feiras e aos domingos os suplementos Municípios, Notícia da TV, Infantil e ainda um caderno especial da coluna social Inside.
O jornal Meio Norte possuia diariamente as colunas: Informe (A2), Opinião (A4), Painel (A6), Cláudio Humberto (A8), Papo do Bogéa (A9), Minuta (B9), Sua Cidade (B7), Inside (C4). Aos sábados, eram incluídas as colunas Gospel (B3) e Padre Marcelo Rossi (C2). Aos domingos, o caderno C ganhava mais páginas e colunas como Estante de Livros (C2), Up Moda (C5), Coluna do Aquiles (C6), de Tudo de Bom (C7) e Tudo Mais (C8).

## Prêmio
- 2011: a jornalista Carolina Durães ganhou a etapa estadual do Prêmio Sebrae de Jornalismo, na categoria jornal impresso, pela reportagem "A inclusão está na moda"[11]